# Loppa
Loppa este o comună din provincia Finnmark, Norvegia.